# Skulica

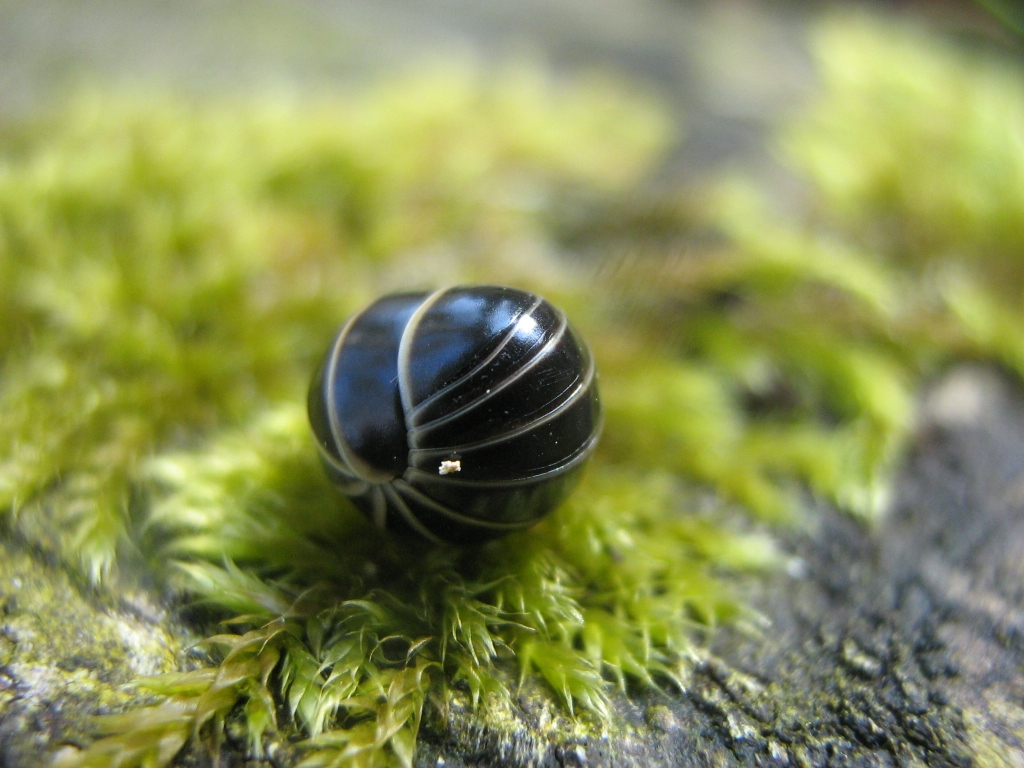
Skulica obrzeżona (Glomeris marginata) zwinięta w kulkę.

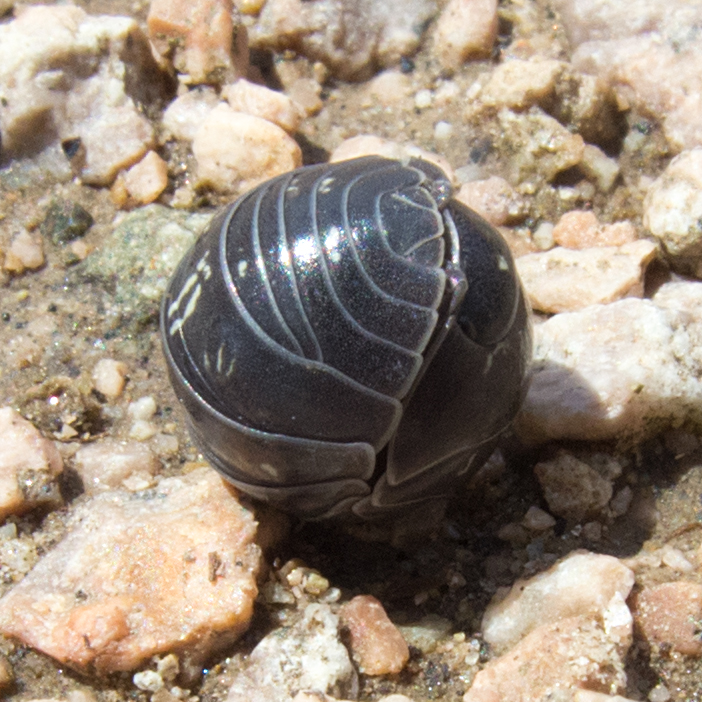
Armadillidium vulgare – należąca do Oniscidea kulanka, również zwinięta w kulkę.

Skulica (Glomeris) – rodzaj dwuparca z rzędu skulic i rodziny skulicowatych. Ma ciało szerokie, z wierzchu wypukłe, o gładkiej powierzchni, pokryte charakterystycznym deseniem. Podobnie jak inne skulicowate zaniepokojona zwija się w kulkę.

## Opis
Skulice mają ciało szerokie, z wierzchu wypukłe, o gładkiej powierzchni, błyszczące. Pokryte są plamami tworzącymi z tłem charakterystyczny deseń w barwach brunatnej, czarnej, żółtej i czerwonej w różnych odcieniach. Plamy mogą być ułożone w rzędy. Ubarwienie odznacza się często dużą zmiennością, od jasnego aż do ciemnego i prawie czarnego. Na jego podstawie wyróżniane są nawet odmiany barwne. Krajowe gatunki osiągają długość 4,5–19 mm i szerokość 2,2–8,7 mm.
Zaniepokojone zwijają się w kulkę. Odsłaniają się też wtedy otwory gruczołów obronnych.
U dorosłych za głową można wyróżnić 13 segmentów z 12 tergitami (płytkami grzbietowymi). Pierwszy segment (collum, szyjny) jest bardzo mały, bez odnóży, drugi i trzeci są zrośnięte w tarczę piersiową (tergit II). Przedostatni segment (preanalny) tworzy płytkę ogonową stanowiącą koniec ciała (tergit XII), podobnie jak u innych dwuparców zwijających się w kulkę bez wyrostka. Oprócz nich jest jeszcze jeden, ostatni, 14-y segment (analny) tworzący znajdującą się po stronie brzusznej płytkę odbytową. Pierwsze 4 segmenty za głową uważane są za tułów, pozostałe odwłok. Razem z głową i segmentem analnym jest ich 15. Według niektórych autorów segment analny dwuparców jest częścią preanalnego, stanowiącego wtedy ostatni pierścień (telson).
Samiec posiada 19, samica 17 par odnóży. Trzy ostatnie pary samca są przekształcone i pomagają w kopulacji.
Skulice należą do dwuparców, u których tergity (płytki grzbietowe), pleuryty (płytki boczne) i sternity (płytki brzuszne) są wolne i nie tworzą jednolitych pierścieni. Skorelowanie 12 tergitów z umieszczonymi po stronie brzusznej 19 lub 17 parami odnóży jest więc przedmiotem dociekań.
Na głowie znajdują się oczy proste (ocelli), krótkie czułki i dobrze rozwinięte narządy Tömösvary’ego w kształcie podkowy.
Krocionogi z rodziny skulicowatych do której należy ten rodzaj żyją najdłużej, bo aż od 4 do 7 lat. Najpóźniej budzą się ze snu zimowego.

## Siedlisko
Krajowe gatunki żyją w lasach i zaroślach – w ściółce, we mchu, pod kamieniami.

## Gatunki
Znane są 83 gatunki z rodzaju Glomeris, z czego w Europie stwierdzono 47 (oraz dodatkowych 6 na Wyspach Kanaryjskich), a w Polsce 8++:
- Glomeris connexa[10][4] C.L.Koch, 1847[9], dawniej również jako G. guttata fagivora[4], wg Milibase jest to synonim Euglomeris connexa (Koch, C. L., 1847)[11]
- Glomeris guttata[10] Risso, 1826, dawniej jako G. g. guttata[4]
- Glomeris hexasticha[10][4] Brandt, 1833[9]
- Glomeris klugii Brandt, 1833[9], dawniej jako G. conspersa C.L. Koch, 1847 i G. undulata C.L. Koch, 1844[10][4]
- Glomeris marginata[10] (Villers, 1789)[9] (skulica obrzeżona)
- Glomeris mnischechi[10] Nowicki, 1870[9], dawniej jako G. formosa Latzel, 1884[4]
- Glomeris pustulata[10][4] Latreille, 1804[9]
- Glomeris tetrasticha Brandt, 1833[9]

(dawniej używane nazwy zostały przyporządkowane współczesnym na podstawie MilliBase)